# آلدو مارتینز
آلدو مارتینز هچاواریا (اسپانیایی: Aldo Martínez hechavarria‎؛ زادهٔ  ۲۷ اوت ۱۹۶۸) کشتی‌گیر بازنشسته رشته آزاد اهل کوبا است. او نماینده کشورش در بازی‌های المپیک تابستانی ۱۹۹۲ در بارسلون، اسپانیا بود و در طول فعالیت حرفه‌ای خود، دو بار موفق به کسب مدال طلا در بازی‌های پان امریکن شد.
وی در مسابقات کشوری و بین‌المللی در مجموع برندهٔ ۳ مدال طلا شده‌است.